# Symphoricarpos hesperius
Symphoricarpos hesperius är en kaprifolväxtart som beskrevs av George Neville Jones. Symphoricarpos hesperius ingår i släktet snöbärssläktet, och familjen kaprifolväxter. Inga underarter finns listade i Catalogue of Life.